# (4172) Rochefort
(4172) Rochefort (1982 FC3) – planetoida z pasa głównego asteroid okrążająca Słońce w ciągu 3,43 lat w średniej odległości 2,27 j.a. Odkryta 20 marca 1982 roku. Jej nazwa pochodzi od belgijskiego miasta Rochefort.